# Iwanky (Uman)
Iwanky (ukrainisch Іваньки; russisch Иваньки Iwanki) ist ein Dorf im Westen der ukrainischen Oblast Tscherkassy mit etwa 2800 Einwohnern.

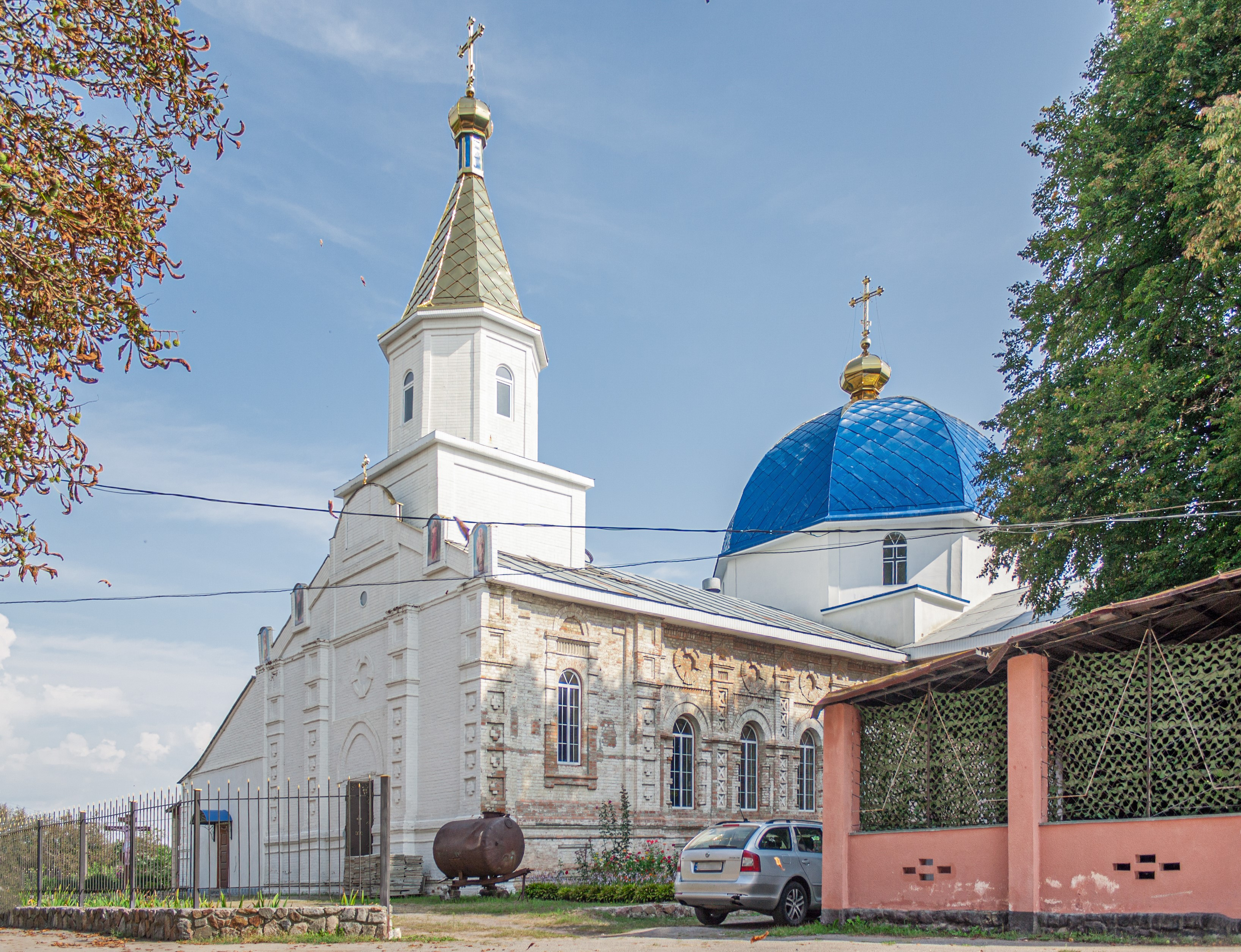
Kirche im Ort

Das Dorf wurde Anfang des 17. Jahrhunderts zum ersten Mal schriftlich erwähnt und liegt am Fluss Kyschtschycha (Кищиха) sowie der ukrainischen Territorialstraße T-2406, 32 Kilometer nordöstlich der Rajonshauptstadt Uman und 127 Kilometer südwestlich der Oblasthauptstadt Tscherkassy, die ehemalige Rajonshauptstadt Mankiwka befindet sich 9 Kilometer südwestlich des Ortes.

## Verwaltungsgliederung
Am 19. Juli 2017 wurde das Dorf zum Zentrum der neugegründeten Landgemeinde Iwanky (Іваньківська сільська громада/Iwankiwska silska hromada). Zu dieser zählten die 3 in der untenstehenden Tabelle aufgelisteten Dörfer, bis dahin bildete es zusammen mit dem Dorf Tymoschiwka die gleichnamige Landratsgemeinde Iwanky (Іваньківська сільська рада/Iwankiwska silska rada) im Osten des Rajons Mankiwka.
Am 12. Juni 2020 kamen noch die 2 Dörfer Jurpil und Tschorna Kamjanka zum Gemeindegebiet.
Am 17. Juli 2020 kam es im Zuge einer großen Rajonsreform zum Anschluss des Rajonsgebietes an den Rajon Uman.
Folgende Orte sind neben dem Hauptort Iwanky Teil der Gemeinde:
| Name                     | Name           | Name                                 |
| ukrainisch transkribiert | ukrainisch     | russisch                             |
| ------------------------ | -------------- | ------------------------------------ |
| Beresiwka                | Березівка      | Берёзовка (Berjosowka)               |
| Jurpil                   | Юрпіль         | Юрполь (Jurpol)                      |
| Kratschkiwka             | Крачківка      | Крачковка (Kratschkowka)             |
| Tschorna Kamjanka        | Чорна Кам’янка | Чёрная Каменка (Tschjornaja Kamenka) |
| Tymoschiwka              | Тимошівка      | Тимошовка (Timoschowka)              |